# Fear X
Fear X es una película de 2003 dirigida por Nicolas Winding Refn y protagonizada por John Turturro. Fue el primer filme producido a partir de un guion de Hubert Selby Jr., su posterior fracaso comercial llevó a la bancarrota a la productora de Refn, Jang Go Star. La recuperación financiera de Refn fue narrada en el documental de 2006 The Gambler.

## Sinopsis
Cuando su esposa muere tras un aparente incidente aislado, Harry (Turturro), impulsado por misteriosas visiones, inicia un viaje para descubrir las verdaderas circunstancias que rodean al asesinato.

## Reparto
- John Turturro como Harry.
- Deborah Kara Unger como Kate.
- Stephen McIntyre como Phil.
- William Allen Young como el agente Lawrence.
- Gene Davis como Ed.
- Mark Houghton como policía en el restaurante.
- Jacqueline Ramel como Claire.
- James Remar como Peter.